# Història de la intel·ligència artificial
Es considera que la història de la intel·ligència artificial com a disciplina acadèmica s'inicia amb l'esdeveniment fundacional de la Dartmouth Conference l'estiu de 1956 al Dartmouth College de Hanover (New Hampshire), en un taller de sis setmanes titulat Dartmouth Summer Research Project on Artificial Intelligence, organitzat per John McCarthy. com a part d'un projecte de recerca finançat per la Fundació Rockefeller. El terme "intel·ligència artificial" va aparèixer per primera vegada a l'aplicació. A més del mateix McCarthy, hi van participar Marvin Minsky, Nathaniel Rochester i Claude Elwood Shannon, entre d'altres.

## Prehistòria
No obstant això, la idea que la intel·ligència humana, o els processos del pensament humà en general, possiblement poden ser automatitzats o mecanitzats, que els humans podrien dissenyar i construir una màquina que exhibeixi un comportament intel·ligent d'alguna manera, és molt més antiga. La font més antiga sol ser Julien Offray de La Mettrie i la seva obra L'Homme Machine, publicada el 1748. La idea del dimoni de Laplace, batejada amb el nom del matemàtic, físic i astrònom francès Pierre-Simon Laplace, també es pot comptar entre els precursors teòrics de la intel·ligència artificial en la mesura que aquest disseny es basa en la idea model que tot l'univers funciona segons les regles d'una màquina mecànica –com el rellotge, per dir-ho així– i aquesta idea llavors, per descomptat, també afecta l'home i la seva ment, la seva intel·ligència, inclosa.

### Autòmats i robots històrics
Vegeu també: Història dels autòmats
En diversos llocs de la història hi ha informes d'autòmats mecànics per a determinades activitats, que es van instal·lar en un habitatge més o menys semblant a l'humà i, per tant, fins a cert punt, estaven destinats a transmetre la il·lusió d'un ésser humà artificial. Algunes d'aquestes també eren atraccions de fira fins a personatges com C-3PO de Star Wars.

### Homunculi, golem i altres humans artificials
A més d'aquests autòmats, que, almenys pels seus dissenyadors i constructors, s'entenien generalment com a màquines amb capacitats mecàniques limitades, també hi havia dissenys teòrics o literaris d'éssers vius creats artificialment que se suposava que eren similars als humans en les seves capacitats i també en la seva aparença. Una idea general d'un homunculus ja va ser descrita en l'antiguitat, un pla per a la suposada producció d'un homunculus es pot trobar en l'escrit De natura rerum (1538), que generalment s'atribueix a Paracels. Altres exemples inclouen la llegenda jueva del golem en les seves diverses variants o la novel·la Frankenstein de Mary Shelley.
La intel·ligència artificial en la literatura
El filòsof i escriptor polonès de ciència-ficció Stanisław Lem va il·lustrar aquesta idea en nombroses obres de ficció.

## Fonaments teòrics: conceptes per a la formalització del pensament
La intel·ligència artificial es basa en el supòsit que el procés de pensament humà es pot formalitzar. L'estudi del pensament mecànic —o formal— té una llarga història. Els filòsofs xinesos, indis i grecs antics es van desenvolupar al primer mil·lenni aC. Mètodes estructurats de deducció formal. Les seves idees es van desenvolupar encara més al llarg dels segles per filòsofs com Aristòtil, que va proporcionar una anàlisi formal del sil·logisme, i Euclides, els elements del qual eren un model de raonament formal. Muhammad al-Chwarizmi, que va donar el seu nom a l'algoritme, va desenvolupar l'àlgebra, filòsofs escolàstics europeus com Guillem d'Ockham i Johannes Duns Scotus van contribuir a la comprensió de la lògica, la deducció i la inducció.
El filòsof català Ramon Llull (1232–1315) va desenvolupar en la seva obra Ars generalis ultima (acabada cap al 1305, però només impresa després del 1500) el gran art (“Ars magna”), combinant mecànicament termes mitjançant una “màquina lògica” per obtenir coneixements. :4–5 L'obra de Llull va tenir una gran influència en Gottfried Wilhelm Leibniz, que va desenvolupar encara més les seves idees.

### Gottfried Wilhelm Leibniz

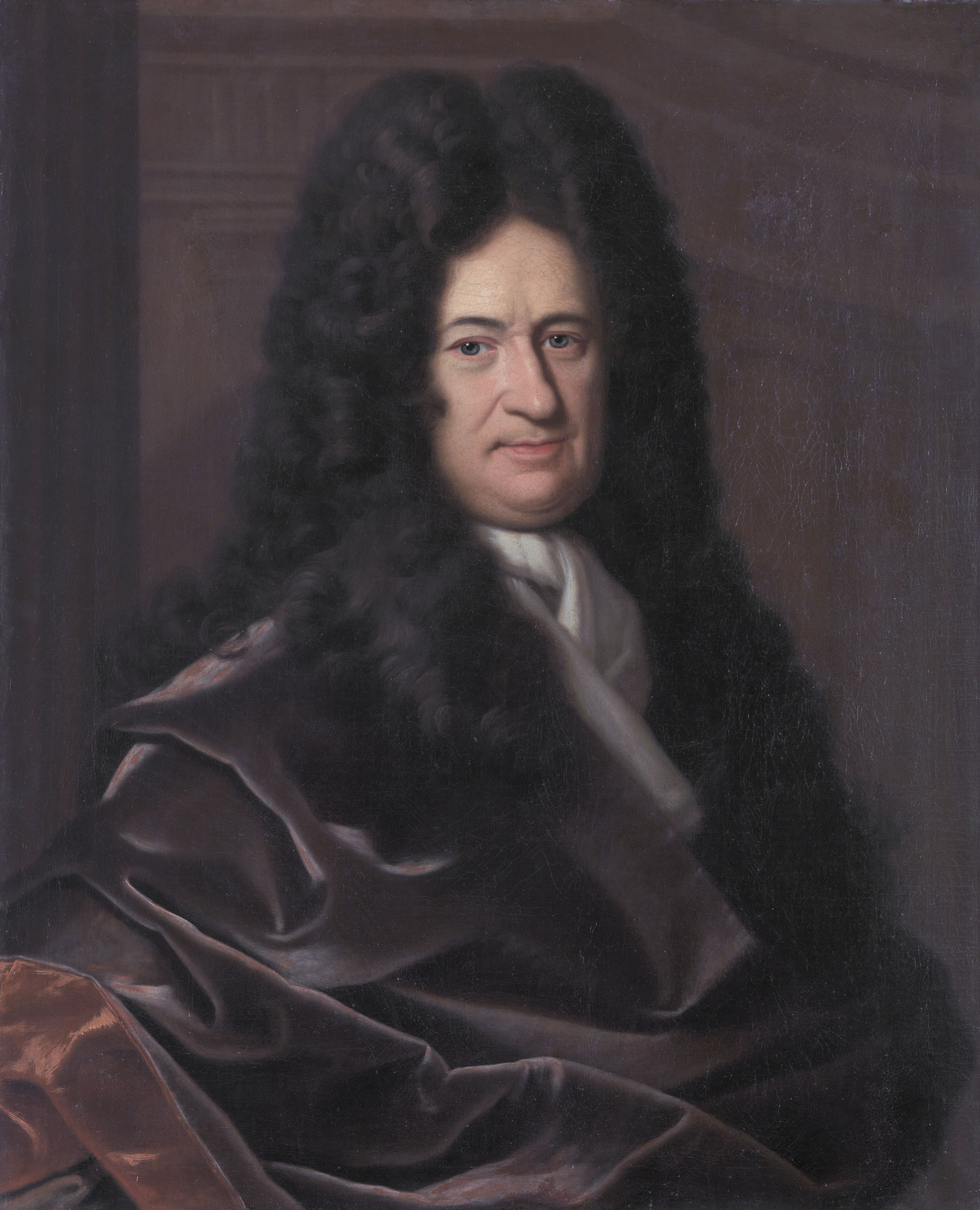
Gottfried Wilhelm Leibniz, que va suposar que el pensament humà es remunta al càlcul mecànic.

Al 17è Al segle xix, diversos filòsofs van intentar que el pensament racional fos tan sistemàtic com l'àlgebra o la geometria. René Descartes va desenvolupar una matemàtica universal, la mathesis universalis, en què el mètode deductiu de la lògica servia com a mitjà universal de coneixement. Thomas Hobbes va escriure al seu Leviathan : "Perquè la raó en aquest sentit no és més que càlcul (és a dir. H. sumant i restant) les conclusions dels noms comuns acordats per caracteritzar i designar els nostres pensaments." (anglès: "For reason in this sense is nothing but reckoning (that is adding and subtracting) of the consequences of general names agreed upon for the marking and signifying our thoughts.") Gottfried Wilhelm Leibniz va idear un llenguatge universal de pensament, la characteristica universalis, amb la qual volia remuntar el pensament a l'aritmètica. Aleshores, si els filòsofs estiguessin en desacord sobre un problema, podrien dir: "Fem les matemàtiques". El traduirien al llenguatge universal i el lliurarien a una màquina concebuda per Leibniz, el Calculus ratiocinator. :10–11
El que tenen en comú tots aquests filòsofs és que buscaven entendre el pensament com una forma de manipulació de símbols. Així, van ser precursors d'una hipòtesi sobre el rendiment de sistemes formals o sistemes de símbols físics, que es va convertir en el principi rector de la investigació en IA:
"La hipòtesi del sistema de símbols físics. Un sistema de símbols físics té els mitjans necessaris i suficients per a l'acció intel·ligent general."
"Hipòtesi sobre sistemes de símbols físics: Un sistema de símbols físics té els mitjans necessaris i suficients per a l'acció intel·ligent general."
- Allen Newell i Herbert A. Simon (1976)[6]
Al segle 20, l'estudi de la lògica matemàtica va portar l'avenç decisiu que va fer que la intel·ligència artificial semblés plausible. Les bases havien estat posades per l'obra de George Boole Les lleis del pensament[7] i Begriffsschrift de Gottlob Frege. Basant-se en el sistema de Frege, Bertrand Russell i Alfred North Whitehead van presentar un tractament formal dels fonaments de les matemàtiques als Principia Mathematica el 1913. Inspirat per això, el programa de David Hilbert va desafiar els matemàtics de les dècades de 1920 i 30 a investigar la pregunta fonamental: "Es pot formalitzar tot pensament matemàtic?" La resposta inesperada la va proporcionar Kurt Gödel el 1931 amb la seva prova d'incompletesa, que va demostrar que hi ha límits a la formalització de les matemàtiques. D'altra banda, els matemàtics de la dècada de 1930 van demostrar que qualsevol forma de pensament matemàtic es pot formalitzar dins d'aquests límits: la tesi de Church-Turing afirma que un dispositiu mecànic que pot manipular 0 i 1 pot replicar tot procés concebible de deducció matemàtica – una base important per a la IA. La troballa clau va ser la màquina de Turing, una senzilla construcció teòrica que captava l'essència de la manipulació abstracta de símbols. Els formalismes equivalents van ser proporcionats per les funcions computables de Stephen Cole Kleene i el càlcul lambda d'Alonzo Church (una plantilla per al llenguatge de programació Lisp, que és important en la IA).

## Discussió de la possibilitat de la intel·ligència artificial
Des dels inicis de la discussió científica i filosòfica sobre la intel·ligència artificial, hi ha hagut un debat sobre la possibilitat d'una intel·ligència artificial "forta" en particular. Fins i tot es va qüestionar si els sistemes artificials similars als humans o similars en un sentit encara per determinar són fins i tot concebibles sense contradicció.
El llibre d'Hubert Dreyfus The Limits of Artificial Intelligence data de 1972. Amb el seu germà Stuart E. Dreyfus va descriure els "límits de la màquina de pensar" el 1986.
D'altra banda, Karl Popper (1977) es refereix a una tesi d'Alan Turing, que una vegada va dir: "Especifiqueu exactament en el que creieu que un ésser humà hauria de ser superior a un ordinador, i construiré un ordinador que refuta les vostres creences". [10], però de seguida qualifica aquesta afirmació recomanant: "No hem d'acceptar el desafiament de Turing; perquè qualsevol determinació prou precisa podria, en principi, ser utilitzada per programar un ordinador." I, per cert, assenyala que encara ningú no ha estat capaç de formular una definició d'intel·ligència acceptada per tots els experts rellevants per a la intel·ligència humana, i que, en conseqüència, no hi ha cap mètode generalment acceptat amb el qual es pugui comprovar o mesurar objectivament la presència o el grau d'"intel·ligència" en els humans i, possiblement, també en un sistema artificial.
No obstant això, la discussió sobre si pot haver-hi una intel·ligència artificial igual a la intel·ligència humana, o fins i tot superior, es caracteritza per una asimetria fonamental:
Autors com els germans Dreyfus argumenten que la intel·ligència artificial no pot existir en el sentit estricte d'una IA forta, és a dir, representen una afirmació a tots els efectes (amb un signe negatiu) en el sentit formal-lògic i els arguments i consideracions que citen per a la seva tesi poden ser atacats, discutits o possiblement fins i tot refutats en molts llocs.
Alan Turing, en canvi, es limita a afirmar que –en determinades condicions– alguna cosa és possible i ho deixa als altres per complir aquests requisits de moment. No obstant això, mentre això encara no hagi passat, l'afirmació de Turing no es pot verificar, però en conseqüència no es pot falsificar, i en aquest sentit, estrictament parlant, no es tracta d'una afirmació científica d'acord amb el criteri de cientificitat formulat per Popper.
A l'hora de decidir si un sistema tècnic té una intel·ligència similar a la dels humans, sovint es fa referència a una proposta d'Alan Turing, que s'ha conegut com el test de Turing. El mateix Alan Turing, però, només ha esbossat la idea general que podria fonamentar aquesta prova: si un ésser humà en interacció amb dos "socis", un dels quals és un altre ésser humà i l'altre és un sistema artificial, tècnic, no pot (o ja no) esbrinar o distingir quin dels socis és l'humà i quin és l'ordinador, per exemple, al sistema tècnic ja no se li podia negar la capacitat de ser també intel·ligent. (Turing inicialment va deixar oberts detalls més precisos; per cert, és clar que la interacció en aquesta situació de prova s'ha de dissenyar de manera que, per exemple, en forma de conversa telefònica o un joc escrit de preguntes i respostes, que cap informació estranya pugui distorsionar l'avaluació.)
No obstant això, quan Alan Turing va fer aquest suggeriment, cap al 1950, el camp de la intel·ligència artificial encara no existia i, en conseqüència, encara no hi havia la distinció entre IA forta i feble i, certament, no hi havia la disputa sobre si hi podria haver una IA forta en el sentit més estret. Per descomptat, hi va haver diversos intents més endavant per concretar la idea de Turing i posar-la en pràctica, però tots ells van ser criticats o no reconeguts a causa de deficiències en la conceptualització i també en la implementació pràctica.
Al mateix temps, la potència de càlcul dels ordinadors ha anat augmentant a un ritme exponencial durant més de 50 anys: el 1965, en un article Gordon Moore va predir que es duplicaria aproximadament cada 2 anys, inicialment només en relació amb l'embalatge. densitat dels components en xips d'ordinador i inicialment només durant el període fins a 1975. Coneguda com la Llei de Moore, aquesta predicció es va convertir en una regla aproximada de com va evolucionar el rendiment dels sistemes informàtics; L'any 2015, aquesta llei va poder celebrar el seu 50è aniversari (en aquest temps s'ha duplicat 25 vegades, és a dir, un augment del rendiment en un factor de {\displaystyle 2^{25}=33.554.432}).
En aquest context i perquè el cervell humà és gairebé constant pel que fa al seu rendiment, el terme “Singularitat tecnològica”. En termes purament tècnics, pel que fa al nombre d'operacions per període i a l'espai de memòria disponible, els superordinadors cars d'avui superen clarament el rendiment estimat del cervell humà, però encara es considera (2017) que els cervells humans són superiors en tasques com ara com la creativitat, el reconeixement de patrons i el processament del llenguatge. L'estiu del 2017, els investigadors xinesos Feng Liu, Yong Shi i Ying Liu van realitzar proves de coeficient intel·lectual amb IA febles públiques i gratuïtes com ara Google AI o Siri d'Apple i altres. En el seu punt àlgid, aquestes IA van obtenir al voltant de 47, que és inferior a la d'un nen de sis anys de primer grau. Un adult té una mitjana d'uns 100. L'any 2014 es van fer proves similars en les quals les IA encara van arribar a un màxim de 27.
A principis de 2023, científics i celebritats de les TI van exigir en una carta oberta que se suspengués durant almenys sis mesos la formació de models d'IA especialment potents que són més competents que el GPT-4. Entre els signants hi havia a. Geoffrey Hinton, Yoshua Bengio, Steve Wozniak i Elon Musk.

## Direccions de recerca i fases de la IA
L'informàtic Hans-Werner Hein el 1986 sobre la mala imatge de la IA
Els primers dies de la IA es van caracteritzar per una expectativa gairebé il·limitada de la capacitat dels ordinadors per "resoldre tasques que requereixen intel·ligència per resoldre quan les realitzen els humans". El 1957, Herbert Simon va predir, entre altres coses, que en els propers deu anys un ordinador es convertiria en campió mundial d'escacs i descobriria i demostraria un important teorema matemàtic. Aquestes previsions no es van fer realitat. Simon va repetir la predicció l'any 1990, però sense concretar l'hora. Després de tot, el 1997 el sistema Deep Blue desenvolupat per IBM va aconseguir vèncer el campió mundial d'escacs Garry Kasparov en sis partides. El 2011, el programa informàtic Watson va guanyar el concurs Jeopardy! contra els dos jugadors amb més èxit fins ara.
A la dècada de 1960, Newell i Simon van desenvolupar el General Problem Solver, un programa que se suposava que era capaç de resoldre qualsevol problema amb mètodes senzills. Després de gairebé deu anys de desenvolupament, el projecte finalment es va suspendre. John McCarthy va proposar el 1958 portar tot el coneixement humà a una forma homogènia i formal de representació, la lògica del predicat 1r nivell.

## Arbre de blat: ELIZA
A finals de la dècada de 1960, Joseph Weizenbaum (1923-2008) del MIT va utilitzar un mètode relativament senzill per desenvolupar l'ELIZA, que simula el diàleg entre un psicoterapeuta i un pacient. L'impacte del programa va ser aclaparador. El mateix Weizenbaum es va sorprendre que és relativament fàcil donar a la gent la il·lusió d'una parella amb ànima. "Si enteneu malament el programa, podeu considerar-lo una sensació", va dir weizenbaum més tard d'ELIZA. [17] La IA ha aconseguit èxit en algunes àrees, com ara jocs d'estratègia com ara escacs i dames, processament de símbols matemàtics, simulació de robots, prova de teoremes lògics i matemàtics i, finalment, sistemes experts. En un sistema expert, es representa formalment el coneixement basat en regles d'una àrea temàtica determinada. En el cas de preguntes específiques, el sistema també aplica aquestes regles en aquestes combinacions que no són tingudes en compte per experts humans. Es poden mostrar les regles utilitzades per resoldre un problema, és a dir, el sistema pot "explicar" el seu resultat. Els elements de coneixement individuals es poden afegir, canviar o suprimir; Els sistemes experts moderns tenen interfícies d'usuari convenients per a aquest propòsit.

## Sistemes experts
Un dels sistemes experts més coneguts va ser MYCIN, desenvolupat per T. Shortliffe a la Universitat Stanford a principis de la dècada de 1970. Es va utilitzar per donar suport a les decisions diagnòstiques i terapèutiques en malalties infeccioses de la sang i meningitis. Va ser certificat per una avaluació que les seves decisions són tan bones com les d'un expert en la matèria en qüestió i millors que les d'un no expert. No obstant això, quan el sistema va rebre dades sobre una malaltia del còlera –una infecció intestinal i no sanguínia–, el sistema va reaccionar amb suggeriments diagnòstics i terapèutics per a una malaltia infecciosa de la sang: MYCIN no reconeixia els límits de la seva competència. Això s'anomena efecte penya-segat i altiplà. És típic per a sistemes experts, és a dir, programes informàtics que s'utilitzen per al suport diagnòstic (Sistemes de Suport a la Decisió Mèdica) i estan altament especialitzats en un camp de coneixement estret. A la dècada de 1980, paral·lelament als avenços significatius en maquinari i programari, a la IA se li va assignar el paper d'una tecnologia clau, especialment en el camp dels sistemes experts. S'esperava que es preveiés una àmplia gamma d'aplicacions industrials i que el treball humà "monòton" (i els seus costos) seria substituït per sistemes controlats per IA. No obstant això, després que moltes previsions no es poguessin complir, la indústria i el finançament de la recerca van reduir el seu compromís. Aquest període de caiguda de les expectatives i la inversió s'anomena hivern de la IA. [18]

## Aprenentatge automàtic i xarxes neuronals
Els sistemes experts i altres sistemes basats en bases de coneixement només van tenir un èxit moderat, ja que va resultar ser massa difícil traduir els coneixements requerits en regles formals a mà. Aquesta debilitat s'eludeix amb l'aprenentatge automàtic. Aquí, el sistema informàtic aprèn de manera independent a partir de les dades disponibles i, per tant, també és capaç de reconèixer correlacions ocultes que un humà no hauria tingut en compte. [19] Els mètodes clàssics aprenen una funció de sortida basada en característiques extretes prèviament que s'han extret de les dades d'entrada mitjançant programació manual. No obstant això, això va revelar un problema similar al dels sistemes experts, que la selecció manual no sempre condueix a un resultat òptim. Les xarxes neuronals artificials (ANN) són actualment una estructura reeixida per a l'aprenentatge automàtic. Es basen en la capacitat d'aprendre ells mateixos les funcions requerides a partir de les dades en brut, per exemple, directament de les imatges de la càmera. [19]
Històricament, els primers KNN es van desenvolupar com a models lineals com l'estructura aèria McCulloch-Pitts el 1943 i el model Adaline el 1959. A partir de la neurofisiologia, es va analitzar l'arquitectura de la informació dels cervells humans i animals. La neuroinformàtica s'ha desenvolupat com a disciplina científica per estudiar aquests mètodes. Les debilitats en el modelatge de funcions lògiques fins i tot simples com el XOR per part d'aquests models lineals van provocar inicialment un rebuig de les ANN i dels models d'inspiració biològica en general. [19]
Gràcies al desenvolupament de xarxes neuronals multicapa no lineals i plegables i als mètodes d'entrenament necessaris, però també a causa de la disponibilitat del potent maquinari necessari per a això i dels grans conjunts de dades d'entrenament (per exemple, ImageNet), les ANN han aconseguit l'èxit en nombrosos reconeixement de patrons des del 2009 competicions i dominava sobre els mètodes clàssics amb selecció manual de característiques. Les xarxes neuronals multicapa utilitzades per a aquest propòsit també es resumeixen sota la paraula clau Deep Learning. [19]
A més, les ANN també s'utilitzen com a models generatius, és a dir, per generar imatges, vídeos o enregistraments sonors d'aspecte real, cosa que va ser possible en particular amb la invenció de les xarxes generatives adversàries el 2014 en una qualitat cada vegada millor. Els resultats d'un estudi del 2017 basat en això, que crea imatges imaginàries de rostres, han estat descrits pels experts com a "impressionantment realistes". [20] Amb DeepFakes, els resultats també es van donar a conèixer al públic en general a partir del 2017. En particular, es va discutir la qüestió de fins a quin punt encara es pot confiar en les proves fotogràfiques o de vídeo si és possible generar automàticament imatges que semblen arbitràriament reals.

## Jugar a parelles en jocs de taula i videojocs
Mentrestant, en la IA han sorgit nombroses subdisciplines, com ara llenguatges i conceptes especials per a la representació i l'aplicació del coneixement, models per a qüestions de revisabilitat, incertesa i inexactitud i mètodes d'aprenentatge automàtic. La lògica difusa s'ha establert com una altra forma d'IA feble, per exemple en els controls de màquines. Altres aplicacions reeixides d'IA es troben en les àrees d'interfícies de llenguatge natural, tecnologia de sensors, cibernètica i robòtica.
El març de 2016, el sistema AlphaGo va derrotar el sud-coreà Lee Sedol, un dels millors jugadors go del món. El programa, desenvolupat per l'empresa DeepMind, havia avaluat prèviament milions de jocs arxivats amb aprenentatge profund i també havia jugat contra si mateix diversos milions de vegades. [21]
L'agost de 2017, una intel·ligència artificial d'OpenAI va derrotar alguns dels millors jugadors professionals del món en el camp (inclòs el jugador professional Danylo "Dendi" Ishutin) en un torneig de 24 milions de dòlars del joc d'ordinador Dota 2. Dota 2 és considerat un dels videojocs més complexos que existeixen, més complex que Go o escacs. Tot i això, Dota 2 es va jugar aquí en mode individual i no en el mode d'equip més complex. OpenAI va explicar que només van trigar quatre mesos la IA a assolir aquest nivell de joc. La IA es va entrenar competint contra si mateixa una vegada i una altra. A la IA se li va donar el mateix camp de visió que al jugador humà i només se li va permetre realitzar un nombre limitat d'accions al mateix temps. L'objectiu d'OpenAI és ara desenvolupar una IA que pugui derrotar els millors jugadors humans fins i tot en mode equip. [22]

## Àudio
- Fa 65 anys: The Dartmouth Conference Naixement del terme "intel·ligència artificial", de Manfred Kloiber, full de calendari de Deutschlandfunk de 13. Juliol de 2021 (àudio en directe una setmana en línia)